# Kisvárda
Kisvárda (česky Malý Varadín, německy Kleinwardein) je město v Maďarsku, v župě Szabolcs-Szatmár-Bereg (na východě země, 22 km od hranic s Ukrajinou). Nachází se 43 km od správního centra, Nyíregyházy. Je hlavním městem okresu Kisvárda. V roce 2012 ve městě žilo 16 473 obyvatel.

## Název
Stejně jako v řadě jiných maďarských měst je název města složený. Kis- (znamená malý) a -várda. Původně neslo město název Várda (historicky také doloženo v podobách Warda, nebo Warada). Předpona Kis- (malý) byla dodána městu pro rozlišení od Velkého Varadína (Nagyvárad), který se v současné době nachází v Rumunsku, a nese název Oradea. Obdobně složený název se objevuje i ve slovanských jazycích a přejat byl i do němčiny.

## Historie
Nedlouho po příchodu Maďarů do Panonské nížiny zde byla postavena pevnost na ochranu odlehlých krajů, konkrétně bažiny Retköz. Za vlády krále Štěpána bylo krátce sídlem nově vzniklého Boršovského hrabství. Vznikl zde také kostel sv. Petra a Pavla. Ve 12. století se město stalo součástí vlastnictví rodiny Gutkeledů. Konaly se zde pravidelně týdenní trhy. Vzhledem k tomu, že uherské království ukotvilo svoje hranice hlouběji do karpatského oblouku, ztratilo město postavení pohraničního sídla a jeho význam z hlediska bezpečnosti upadl. 
To se nicméně změnilo s tureckým nebezpečím. Uherský král dal povolení k výstavbě hradu (z kamene) v Kisvárdě v roce 1415. V 15. století získala Kisvárda městská práva, žilo zde ale jen něco okolo tisícovky lidí.

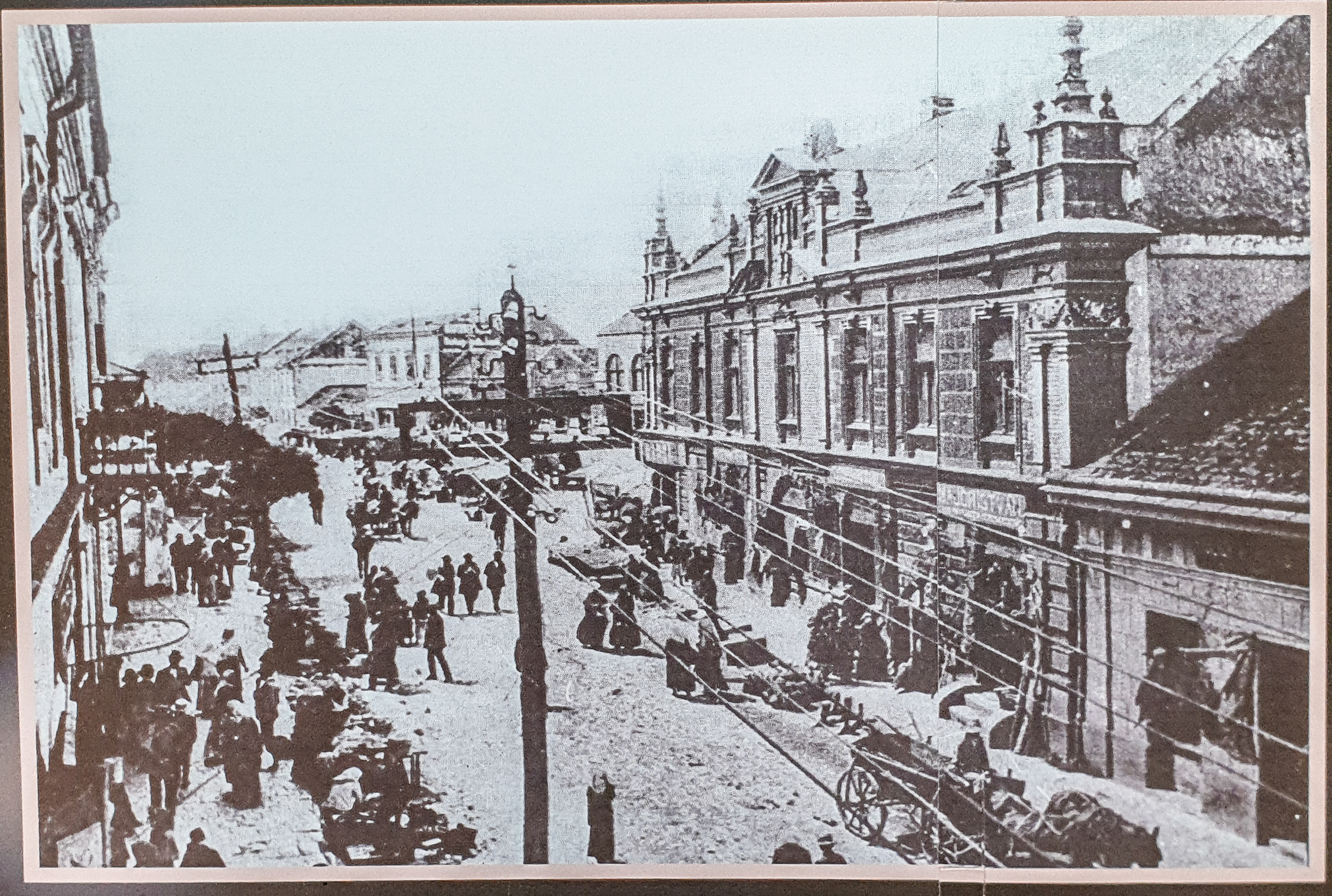
Střed města v 19. století.

Na počátku 18. století chtěl město obléhat Ferenc Rákóczi, nicméně jeho vojsko nebylo připraveno. Místní šlechta, která se uchýlila do zdí hradu se nakonec (byť později) přidala na stranu vzbouřenců. Na konci 19. století došlo k značnému růstu města a také rozvoji obchodu. Mapy druhého vojenského mapování zaznamenaly Kisvárdu v podobě jako malého sídla. Jižně od ní vedla již železniční trať. Doložen je také i německý název Klein Vardein. V místě dnešního hřbitova se nacházel kopec s názvem Bába hegy. Jak druhé, tak i třetí mapování zaznamenalo existenci místní pevnosti s ostrovem (maďarsky vár sziget).
Podobně jako řada měst dnešní Zakarpatské oblasti měla i Kisvárda značnou židovskou komunitu, která zde žila až do druhé světové války. V roce 1944 nicméně byli židé odsunuti do koncentračního tábora v Osvětimi a po skončení konfliktu již neměl kdo by židovskou přítomnost ve městě obnovil. V současné době tak židovské dějiny města připomíná pouze bývalá synagoga, která slouží jako muzeum.
Po druhé světové válce zde bylo postaveno několik továren a roku 1970 získala Kisvárda zpět statut města. Východně od centra města vyrostlo nové sídliště (Tompos úti lakótelep), které navázalo na původní zástavbu. Jeho součástí bylo i nové centrum s obchody a službami.
Od roku 1989 se zde koná Festival maďarského divadla bez hranic. Po roce 1990 se ukázalo, že město je součástí ekonomicky nejslabší části země. Počet obyvatel zde postupně klesá; zatímco v roce 2013 bylo v Kisvárdě přihlášeno k trvalému pobytu 16 888 obyvatel, v roce 2018 to bylo jen 16 084.

## Obyvatelstvo
Drtivá většina obyvatel se hlásí k maďarské národnosti (jen velmi malým množstvím jsou zastoupeny národnostní menšiny, např. Romové). Náboženské rozložení bylo dle sčítání lidu z roku 2011 následující: Římští katolíci 27,6 %, reformovaní 35,9 %, řečtí katolíci 11,6 %, luteráni 0,2 %, bez vyznání 6 % (17,4 % neodpovědělo).

## Ekonomika

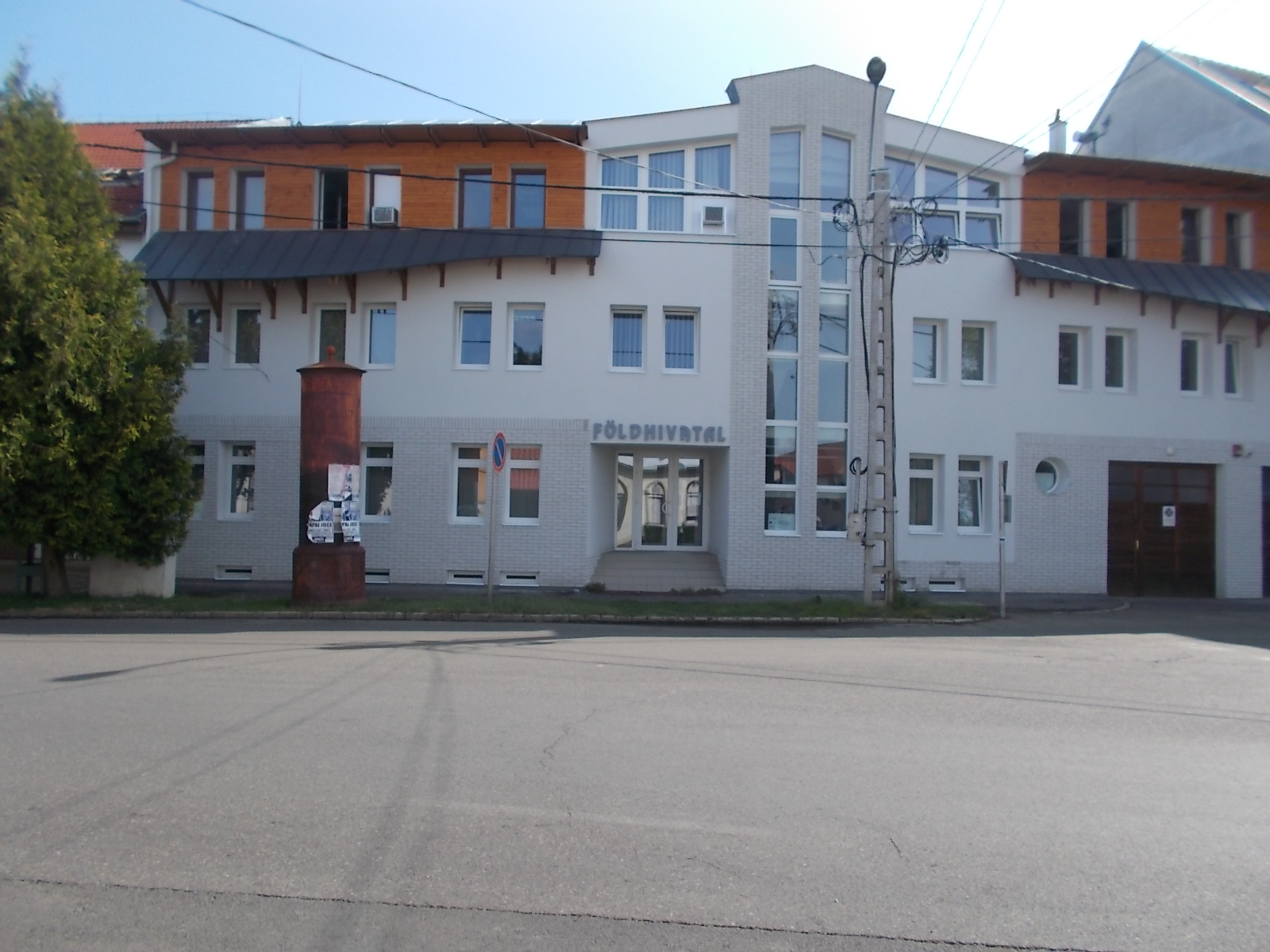
Budova katastrálního úřadu ve městě.

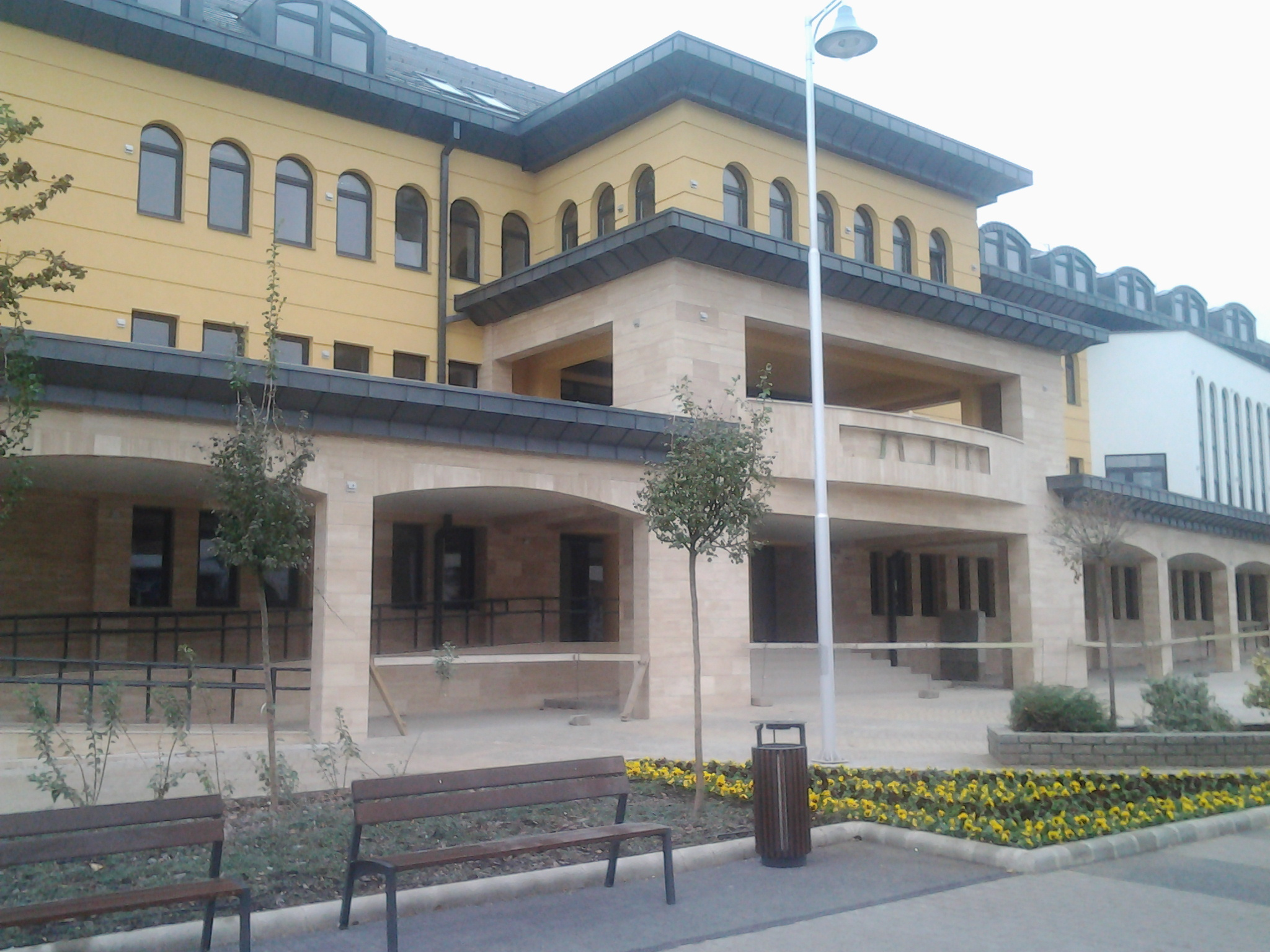
Radnice v Kisvárdě.

Ve městě se nachází závod na výrobu různých výrobků z kovů a nástrojů.

## Pamětihodnosti
V Kisvárdě se nachází hrad (maďarsky Kisvárdai vár; dnes slouží částečně pro potřeby místního divadla) a dále řeckokatolický kostel z roku 1877. Místní reformovaný kostel byl postaven v roce 1871. Kromě toho se zde nachází také římskokatolický kostel, který vznikl na gotických základech (sv. Petra a Pavla, stojí v samotném středu města). Roku 1877 byl postaven také místní řeckokatolický kostel. Evangelický kostel byl vybudován v roce 1931.
V centru města se nachází knihovna, která nese název po Istvánu Vardayovi. 
Ve městě stojí rovněž židovský hřbitov.

## Rekreace
Na severozápadním okraji města se nachází rozsáhlé lázně AquaCinema, pozůstatky hradu leží přímo v jejich blízkosti.

## Doprava
Místní regionální železniční trať Kisvárda – Baktalórántháza byla zrušena v roce 1973. Městem dnes prochází jediná trať, a to hlavní tah z Ukrajiny (přes maďarskou obec Záhony) do města Nyíregyháza. Při hlavním nádraží, které stojí na jižním konci města, se nachází i nádraží autobusové. Kromě toho ve městě stojí ještě zastávka Kisvárda-Hármasút.
Silnice celostátního významu č. 4, která vede od ukrajinské hranice přes Kisvárdu do maďarského vnitrozemí, kopíruje trasu hlavní železniční trati.

## Sport
Město má moderní fotbalový stadion (Várkerti Stadion). Jeho realizaci, které pomohla státní podpora, provázely komplikace. Fotbalový tým Kisvárda FC postoupil v sezóně 2017-18 do první ligy.

## Zdravotnictví
V Kisvárdě se nachází regionální nemocnice pro horní Szabolc a dále řeckokatolická nemocnice svatého Damiána.

## Známé osobnosti
Z Kisvárdy pocházely následující známé osobnosti:
- Gyula Halasy, sportovní střelec
- Sándor Radó, psycholog
- Gabriella Juhász, házenkář
- Ivett Nagy, házenkář
- Victor Varconi, maďarský filmový herec
- Moshe Grunwald rabín
- Dov Gruner, maďarský Žid, člen židovské organizace Irgun
- Shimon Sofer (II), Egerský rabín
- László Bódi, maďarský zpěvák
- Bertalan Farkas, astronaut
- József Béres, maďarský vynálezce

## Partnerská města
- Kráľovský Chlmec, Slovensko[4]